# Pteris oshimensis
Pteris oshimensis är en kantbräkenväxtart som beskrevs av Georg Hans Emmo Wolfgang Hieronymus. Pteris oshimensis ingår i släktet Pteris och familjen Pteridaceae. Utöver nominatformen finns också underarten P. o. paraemeiensis.